# Ішкинін Ішмай Іштубаєвич
Ішмай Іштубаєвич Ішкинін (15 грудня 1914 — 2 серпня 1964) — командир взводу 550-го стрілецького полку 126-ї стрілецької дивізії 43-ї армії 3-го Білоруського фронту, молодший лейтенант, Герой Радянського Союзу.

## Біографія
Ішмай Іштубаєвич Ішкинін народився в селі Ішимово нині Мішкинського району Башкортостану в сім'ї селянина.
Марієць. Член ВКП(б)/КПРС з 1948 р. Закінчив 5 класів, працював у колгоспі.
У Червоній Армії в 1936—1938 рр. і з лютого 1943 р. Покликаний міським військовим комісаріатом міста Улан-Уде. У боях Другої світової війни з квітня 1943 р.
Закінчив Полтавське піхотне училище в 1944 р.
Молодший лейтенант Ішкинин відзначився в боях за місто Кенігсберг (Калінінград).
З 1946 р. лейтенант Ішкинін — в запасі. Жив і працював у рідному селі.
Помер 2 серпня 1964 року. Похований у селі Баймурзіно Мішкинського району Башкортостану.

## Подвиг
«7 квітня 1945 року зі своїми бійцями блокував один з казематів форту на підступах до міста і підірвав його. Знищив 4 станкових кулемета і десятки гітлерівців. Продовжуючи подальший штурм форту, І.І. Ішкинін особисто знищив гранатами 8 німців.
8 квітня 1945 року стрімкою атакою його взвод опанував будинок на перехресті вулиць, з якого противник вів інтенсивний рушнично-кулеметний вогонь. При штурмі цього будинку взводом І.І. Ішкиніна знищено 50 німецьких солдатів і 24 взято в полон».
Звання Героя Радянського Союзу з врученням ордена Леніна і медалі «Золота Зірка» (№ 6251) молодшому лейтенанту Ішкинину Ішмаю Іштубаєвичу присвоєно Указом Президії Верховної Ради СРСР від 19 квітня 1945 р.

## Нагороди
- Медаль «Золота Зірка» Героя Радянського Союзу (19.04.1945).
- Орден Леніна.
- Орден Червоної Зірки (16.03.1945).
- Медаль «За взяття Кенігсберга»[2].

## Пам'ять
У с. Баймурзіно Мішкинського району І. І. Ішкиніну поставлено пам'ятник. Його ім'ям названа вулиця в с. Мішкино.